# 鳴尾·武庫川女子大前站
鳴尾·武庫川女子大前站（日语：／ Naruo・Mukogawajoshidai-Mae eki */?）是位於日本兵庫縣西宮市里中町三丁目，阪神電氣鐵道阪神本線的鐵路車站，車站編號是HS 13。

## 車站結構
島式月台2面2線。

### 月台配置
| 月台 | 路線 | 方向 | 目的地                         | 備註 |
| ---- | ---- | ---- | ------------------------------ | ---- |
| 1    | 本線 | 上行 | 尼崎・大阪梅田・難波・奈良方向 |      |
| 2    | 本線 | 下行 | 神戶三宮・明石 ・姬路方面      |      |

## 相鄰車站
阪神電氣鐵道
 本線
■■直通特急、■特急、■區間特急、■快速急行、■急行
通過
■區間急行、■普通
武庫川（HS 12）－（武庫川信号場）－鳴尾・武庫川女子大前（HS 13）－甲子園（HS 14）

## 外部連結
- 鳴尾·武庫川女子大前（路線圖、車站資訊） - 阪神電氣鐵道